# Mężczyzna prawie idealny (film 2012)
Mężczyzna prawie idealny (norw. Mer eller mindre mann) – norweski komediodramat z 2012 roku w reżyserii Martina Lunda.

## Fabuła
35-letni Henrik to typ Piotrusia Pana, któremu ciężko przychodzi przestoiczenie się z chłopca w mężczyznę. Tymczasem jego życie ma wkrótce się diametralnie odmienić - poza nowozakupionym domem i nową pracą świadczy o tym jego ciężarna dziewczyna. Czy Henrik jest w stanie odstawić na bok swoich niedojrzałych szkolnych kolegów i porzucić mrzonki o wciąż trwającej młodości?

## Obsada
- Henrik Rafaelsen jako Henrik
- Janne Heltberg Haarseth jako Tone
- Tov Sletta jako Geir
- Per Kjerstad jako Kenneth
- Tore Sagen jako Henning
- Kim Eidhagen jako Fredrik
- Terje Ranes jako Simen
- Ågot Sendstad jako Sjef
- Solvei Grimen Fosse jako Mia